# Liste der Monuments historiques in Abrest
Die Liste der Monuments historiques in Abrest führt die Monuments historiques in der französischen Gemeinde Abrest auf.

## Liste der Bauwerke
| Bezeichnung               | Beschreibung                                                                       | Standort                                       | Kennzeichnung | Schutzstatus | Datum | Bild           |
| ------------------------- | ---------------------------------------------------------------------------------- | ---------------------------------------------- | ------------- | ------------ | ----- | -------------- |
| Château de Chaussins      | Wasserburg, erbaut im 14. Jahrhundert, ab dem 16. Jahrhundert zum Schloss umgebaut | 23 Rue du Château de Chaussins (Lage)          | PA00092966    | Inscrit      | 1980  | weitere Bilder |
| Sources du Dôme et du Lys | zwei gefasste Thermalquellen, eine mit Quellpavillon, um 1900                      | westlich des Ortes am Chemin des Etangs (Lage) | PA03000071    | Inscrit      | 2022  | weitere Bilder |